# ハンドフルート
ハンドフルート（handflute）は、手笛の一つである。

## 解説
森光弘がインターロック奏法 (お祈りのような形を組む奏法) の手笛に音階を変え曲が演奏できるように発展させ考案したものである。
リードを用いず空気を吹き込み口に当てて発生する気流の渦で音を出すエアリードの一種であり、ヘルムホルツ共鳴の原理で音が鳴ると考えられる。しかし、発音原理は完全には解明されていない。
音階を作れる手笛について、海外では1970年台に少数ながらカップハンド奏法(おにぎりを握るような形で手を組む奏法)の手笛奏者が口笛大会に出場している。1979年に口笛世界大会(the World's Second International WhistleOff in Carson City)のクラシック部門にインターロック奏法の手笛奏者Peter Hassellが出場して優勝した。彼は自分が初めて世界大会にインターロック奏法を使用したと語っている。　その後も、およそ30年間、インターロック奏法で音階を作り曲を演奏する手笛奏者は少なく、日本では、ほとんど知られていなかった。そのような中で、森光弘が独力で奏法を開発し、ハンドフルートとして世界的に知られるようになった。

## ハンドフルートの誕生
起源
森光弘（もりみつひろ・東京都江東区出身・東京音楽大学卒業）は幼少時代、フクロウの鳴き真似として父から手笛を教わった。
森の実家は音楽教室で、幼少の頃からエレクトーンやピアノに触れて育っていたが、その手笛を夢中になって吹いているとあるとき音程を変えられることに気付く。
その後、手の中の空洞の広さを変えることによって音程を変える独自の方法を開拓していき、いつしか自身の好きなアニメのテーマを吹いて遊ぶことが出来るなど、自分の中の特技として発展していった。
東京音楽大学在籍中、森は職員として勤めていた指笛奏者の中村倫二に誘われ、学内の芸術祭でその手笛の演奏を初披露した。
森は当時音楽教諭を目指し同大学音楽教育科で勉強していたが、その演奏での聴衆の反応によって「まだ誰にも知られていないこの奏法を多くの方々に広めていかなくてはいけない」と使命感を持ち、それまで人前で聴かせるものではないと思っていた考えが改まり、卒業後の進路を変更するきっかけになった。
手笛には様々な音の出し方があり、それらは当時通称で「ハンドオカリナ」や、また海外では「ハンドホイッスル（handwhistle）」と呼ばれていたが、森の奏法はその従来の手笛とは組み方や音程の変え方などが異なり、森が独自に開拓していったものだった。
そのため自身の奏法を広めるにあたって新たな呼称を命名することにし、親しみやすさを込めて造語で「ハンドフルート（handflute）」と名付けたのであった。
森は同級生で、同大学ピアノ演奏家コースの臼田圭介とハンドフルートとピアノのデュオ「CHILDHOOD（チャイルドフッド）」を結成し、音楽活動を開始。
その一環でYouTubeに動画を投稿していたところ注目を浴びるようになり、国内外にその奏法と名称が広まっていった。

森には、奏法が広く知られていってほしいという思いがあり、初期の頃からレクチャーを積極的に行なっていた。当初はCHILDHOODのコンサートでハンドフルートのやり方を説明するコーナーが定番だったが、近年では森自身が執筆したハンドフルート初の教則本の出版やシダックスカルチャーワークスでの講座を開講するなど、ハンドフルートの拡がり方も変化してきている。
名称に関する語弊
成り立ちや、両手を組んで息を吹き込み音を出すという構造の特性上、しばしば”手笛の総称”、“音程を作って曲を演奏できる手笛の総称”、または、”楽器として扱う手笛の総称“としてハンドフルートという呼称が用いられるが、いずれも適切ではなく、森光弘が楽器として確立させた奏法に造語で命名したものがハンドフルートである。
手笛には、鳩笛、ハンドオカリナ、ハンドホイッスル、ハンドホイッスリングなどの複数の呼ぶ方があり(これらは特定の奏法の固有の呼称ではない)、同様にハンドフルートも手笛の別名の呼び名と誤認されていることが原因であると思われる。
しかしながら、英語で”flute“は、オーケストラフルートの他に、一般的な“笛”の意味も含んでおり、handflute はほぼ”手笛“の直訳となり、自然と発生する言葉であるため、商標のように特定の奏法に使用することには疑問があり、英語圏で“手で作った楽器”という意味で演奏可能な手笛の名称にhandflute が用いられることについて、誤りとは言い切れないのではないかとの意見もある。

## 奏法
手の組み方
1. 両手の指を互い違いになるようにして奥まで組み、手のひらを閉じて手の中に空洞を作る。
2. そのまま両親指を並べて付け、その指同士の間に隙間（吹き口）を作る。
3. そして親指の第一関節を軽く曲げたところに口を付け、吹き口から息を吹き込む。

息を吹き口から吹き込むと、空気とともに手の中の空洞を上から回って渦を作り、吹き口の下半分から出てくる仕組みなので、空気の出口をふさがないように口をつけなければならない。
また吹き口以外に隙間が開いているとそこから空気が抜けて空洞の共鳴が起こりづらくなり、音が鳴らなくなってしまうため、吹き口以外に隙間が開かないように気を付けてしっかりと密閉して手を組む。

音程の変え方
手の中の空洞の容積を変えることで音程を調整することが出来る。
- 手を組んだ時に上になった方の手の指を使い、下になった方の手の甲を押して空洞の広さを調節する（自然に手を組んだ時に人差し指が手前に来ている方の手が上[4]）

- 下になっている方の手は自力では動かさず、上になっている指の力加減で調節し、隙間が開かないように気をつける。

森は幼少時代の成長期の段階からこの手の形を作って成長しているため、手の骨格が馴染んでハンドフルート用になってしまっていると語っている。
森が手を組んだ時は、左手が上、右手が下になっているが、これは個人の感覚の問題で自分が組んだ時に、自然と手が上になる組み方で良い。
その日の体調によって音程の取りづらさ、音域、音色が変わってくる。
また湿度や気温なども影響する。
寝起き時などの手がむくんでいる状態、手の筋肉が固まってしまっている状態では手が動かしづらくなる。
そのためハンドフルート公式テキストでも、充分に手のストレッチを行い、柔軟にしてから練習をするように推奨されている。